# Pedro Tamen
Pedro Mário Alles Tamen (Lisboa, 1 de diciembre de 1934-Setúbal, 29 de julio de 2021) fue un poeta y traductor portugués.

## Biografía
Pedro Tamen estudió Derecho en la Universidad de Lisboa, donde se licenció. Entre 1958 y 1975, dirigió la editorial Moraes y administró la Fundación Gulbenkian desde 1975 a 2000. Presidió, simultáneamente el P.E.N. portugués entre 1987 y 1990 y fue miembro de la asamblea general de la Asociación Portuguesa de Escritores. Tamen ha escrito poesía, (Poema para Todos os Dias, 1956; Retábulo das Matérias, 2001) y se ha destacado por su labor de traducción al portugués de autores como García Márquez, Proust o Flaubert. Ha recibido, además, diversos galardones en el mundo de las letras.

## Obras (selección)
- Poema para Todos os Dias (1956, poemas)
- O Sangue, a Água e o Vinho (1958, poemas)
- Escrito de Memória (1973, poemas)
- Os Quarenta e Dois Sonetos (1973, poema
- Horácio e Coriáceo (1981, libro)
- Principio de Sol (1982, poemas)
- Guião de Caronte (1997, libro)
- Retábulo das Matérias (colección de poemas 1956-2001, 2001)
- Analogia e Dedos (2006, poemas, Prémio Literário Inês de Castro[3] e Prémio de Poesia Luís Miguel Nava[4])